# CMAミュージック・フェスティバル
CMAミュージック・フェスティバル(CMA Music Festival )はアメリカ合衆国テネシー州ナッシュビルにあるカントリーミュージック協会（CMA）により毎年6月に行なわれるカントリー・ミュージックの4日間の音楽祭。1972年にファン・フェアとして始まり、現在では400組ものアーティストやセレブリティがライヴを行なったり、特別なチケットを持った来場客と写真を撮ったりする。
2011年、有料、無料イベント双方4日間のべ25万人以上が来場。全米50州の他、41カ国から来場したとされる。

## 催事
カントリーミュージック協会主催のCMAミュージック・フェスティバルでは4日間のカントリー・ミュージックのコンサートが行なわれ、ミュージシャンとファンとの交流の場でもある。毎年400組以上のアーティストが参加し、ナッシュビル・コンヴェンション・センターでは計30時間以上ファンとの写真撮影に応じたり、挨拶程度ではあるが会話をしたりする。この期間中、多くのアーティストのファンクラブがアーティストとの会合を設けたりする。
リヴァーフロント・パークやニッサン・スタジアムなどでのべ150時間のコンサートが行なわれる。2001年まではレコード会社によって出演できるアーティストや出演時間を決められたが、2001年からソニー、WEA/EMI、ユニ・レコード、BMGでメイン・ステージを分配されるようになった。アーティスト達には時間厳守を言い渡されており、2007年、マルティナ・マクブライドが語ったところによると34分間のステージで「30分でも35分でもなく絶対34分」だったそうである。この期間中のコンサートを含むイベントはアーティスト達は無給である。
毎年、収益の半分(2001年は20万ドル)はチャリティとして寄付され、残りの半分はCMAによりカントリー・ミュージックの発展に充てられる。

## 歴史
CMAが主催していた毎年秋のディスクジョッキーのイベントへの集客が減ってきたことから、1972年からファン・フェアを開催することにした。1972年4月12日から15日までナッシュビルのミュニシパル・オーディトリアムで行なわれ、のべ20時間のライヴ、写真撮影ブースを含む100のブースが置かれ、5千人が来場した。翌年から気候がより良い6月に移行し、倍の1万人が来場した。3年目にはカントリーではないポール・マッカートニーが出演し、ドリー・パートンとポーター・ワゴナーがコンビ解消前最後のデュエットをした。
1982年、テネシー・ステート・フェアグラウンドに会場を移し、全米カントリー・ゲーム選手権も行なわれた。スペシャルオリンピックスのための移動であったが、手狭となったため1989年でキャンセル。1991年、歌手キャシー・マティアは声帯を傷めていたため声を出すことにドクターストップがかかっていたにもかかわらずファン・フェアに参加。コンピューターでタイプしながらファンと対話した。2年後、シャナイア・トゥエインは未来の夫となる音楽プロデューサーのロバート・ジョン・"マット"・ラングとこのフェスティバルで出会う。
1996年の第25回記念フェスティバルにガース・ブルックスは直前になって参加を決定。彼はブースでファンに囲まれ23時間10分サインし続けた。
2001年、週末だけでなく7月14日木曜日から17日日曜日に行なわれ、それと同時に長年開催していたテネシー・ステート・フェアグラウンドからLPフィールド、ナッシュビル・コンヴェンション・センター、ブリヂストン・アリーナ、リヴァーフロント・パークと多くの会場を設けることができるダウンタウンへ移動した。フェアグラウンドは一時的にフェスティバル参加者のキャンプ場となった。
2004年、CMAはCMAブランドの認知を計り、ファン・フェアからCMAミュージック・フェスティバルと名前を変更。また、ABCにより2時間のスペシャル番組『CMAミュージック・フェスティバル/カントリーズ・ナイト・トゥ・ロック』として放送された。2004年7月14日の初めての放送では視聴率ランク16位となり、900万人が視聴したとされる。
2007年、191,154名が来場し100時間のコンサート、30時間のサイン、子供向け遊具、セレブリティのスポーツ大会、インタラクティブな催事、プレゼント、ゲームなどに参加することができた。400組以上のセレブリティが2007年のCMAミュージック・フェスティバルに参加した。2011年のCMAミュージック・フェスティバルにはアラバマが出演し、ブラッド・ペイズリーと『Old Alabama 』を演奏した。『Tennessee River 』でコンサートは幕を閉じた。

## 来場客
2010年と2011年、有料、無料イベント双方で1日で6万5千人の来場があった。
2000年、2千枚のチケットは完売。客層は幅広く、幼児から高齢者までカナダ、フランス、オーストラリア、ドイツ、イギリス、中国、日本、ロシアなど41カ国から集まった。2001年の移転から来客数は飛躍的に伸び、2002年は12万6千人が来場。翌年は出演者が減ったため来場者も少々減少したが、1.7%の減少にとどまり、全米の旅行者数が25%も減ったことに比べたらそれほど大きな減少ではない。来場者の減少は一時的なもので、2007年には19万1千人が来場して記録を更新した。